# Irene Laskarina
Irene Laskarina, född 1???, död 1239, var en kejsarinna av Nicaea, gift med kejsar Johannes III Ducas Vatatzes av Nicaea. 
Irene var dotter till kejsar Teodor I Lascaris av Nicaea och Anna Komnena Angelina. Hon gifte sig först med generalen Andronikos Palaiologos och därefter med sin fars utvalde efterträdare, den framtida Johannes III Ducas Vatatzes. Efter födelsen av den framtida Theodor II Lascaris år 1222 föll hon från en häst och skadades så svårt att hon blev steril. Hon gick då i kloster under namnet Eugenia. Irene betraktades av sin samtid vara en moralisk förebild av dygd och ansågs ha höjt moralen i Nicaea genom sitt exempel.